# Elkalyce metallica
Elkalyce metallica är en fjärilsart som beskrevs av Courvoisier 1920. Elkalyce metallica ingår i släktet Elkalyce och familjen juvelvingar. Inga underarter finns listade i Catalogue of Life.